# Astafjords kommun
Astafjords kommun (norska: Astafjord kommune) var en kommun i Troms fylke i norra Norge. Kommunen omfattade den östligaste delen av nuvarande Tjeldsunds kommun (området kring Grovfjorden). Tätorten Grov utgjorde kommunens centralort.

## Administrativ historik
Astafjords kommun upprättades 1926 genom utbrytning ur Ibestads kommun. Kommunen hade 1 018 invånare vid upprättandet.
Den 1 januari 1964 gick kommunen upp i Skånlands kommun. Kommunens hade då 1 120 invånare.
Området utgör sedan den 1 januari 2020 en del av Tjeldsunds kommun.